# Avksentij (Abražej)
Avksentij (světským jménem: Andrej Eduardovič Abražej; * 10. ledna 1973, Homel) je běloruský duchovní Běloruské pravoslavné církve, biskup ňasvižský a vikář patriarchálního exarchy celého Běloruska.

## Život
Narodil se 10. ledna 1973 v Homelu.
Po střední škole č. 2 nastoupil na dopravní školu, kde získal kvalifikaci v oboru elektromechanik. Poté pracoval na Běloruských železnicích. Od května 2003 byl poslušníkem Mikolského monastýru, kde byl 25. října postřižen na rjasofora se jménem Avksentij na počest svatého Auxentia z Bithýnie.
Dne 4. listopadu 2003 jej arcibiskup homelský a žlobynský Aristarch (Stankevič) rukopoložil na jerodiákona a 1. ledna 2004 přijal postřih do malé schimy opět se jménem Avksentij na počest svatého Auxentia ze Sebaste. Stejného roku nastoupil na Moskevský duchovní seminář  a následně na Minskou duchovní akademii.
Dne 28. listopadu 2009 byl povýšen na igumena. Působil v různých funkcích monastýru. Od roku 2010 přednášel v biblicko-bohosloveckých kurzech. Dne 31. ledna 2012 byl převeden do Karmjanského monastýru.
Dne 12. října 2013 byl přijat do kléru turovské eparchie. Zde působil v Juravičském monastýru a Kazaňském chrámu v Kalinkavičy. Od 10. listopadu se stal blagočinným Kalinkavičského blahočiní a předsedou oddělení vzdělávání a katecheze turovské eparchie. V říjnu 2015 byl jmenován předsedou eparchiálního soudu.
Dne 19. dubna 2016 byl jmenován představeným Juravičského monastýru a 23. listopadu 2020 zástupcem předsedy Synodního oddělení pro náboženské vzdělávání a katechezi.
Roku 2022 dokončil studium historie na Mozyrské státní pedagogické univerzitě.
Dne 27. února 2024 Synod Běloruské pravoslavné církve požádal o jmenování vikáře exarchy Běloruska. Dne 12. března 2024 jej Svatý synod zvolil biskupem ňasvižským a vikářem patriarchálního exarchy celého Běloruska. Dne 30. března byl povýšen na archimandritu a biskupská chirotonie 21. dubna 2024. Hlavním světitelem byl patriarcha moskevský a celé Rusi Kirill.